# BC Žalgiris Kaunas
BC Žalgiris Kaunas (Litouws:Krepšinio Klubas Žalgiris) is een professionele basketbalclub dat zijn thuiswedstrijden speelt in Kaunas, Litouwen. Het is een van de oudste teams in de EuroLeague en speelt in de Lietuvos Krepšinio Lyga. Žalgiris is een van de 14 Europese teams die een ULEB A licentie hebben, die zorgt dat ze zeker zijn van een plaats in de Euroleague.

## Geschiedenis
De club werd in 1944 opgericht. Het herenteam Žalgiris wordt sinds de oprichting beschouwd als het nationale team van Litouwen. Genoemd: ASK (1945, 1947), SKIF (1947-49), "Žalgiris" (1946, 1947 en sinds 1950) (interessant genoeg namen alle drie de teams tegelijkertijd deel aan het USSR-kampioenschap van 1947: SKIF (1e plaats), "Žalgiris" (9e) en ASK (18e). Sinds 1944 is Žalgiris de beste basketbalclub in Litouwen voor het opleiden van toptalent voor Europees basketbal en voor de NBA. Spelers als Modestas Paulauskas, Arvydas Sabonis, Rimas Kurtinaitis, Valdemaras Chomičius, en vele anderen. In midden jaren 80, waren de finales tussen Žalgiris Kaunas en CSKA Moskou (Central Sports Club of Army) een geweldige inspiratie voor Litouwse burgers om te protesteren tegen het Sovjet bewind en voor een onafhankelijk Litouwen.
Sabonis werd in 2003 eigenaar van de club nadat hij vele jaren had gespeeld in de Spaanse ACB League en de NBA.

## Logo
Logo ontwerp: Een groen en wit schild met de tekst "BC Žalgiris", een basketbal, en de letter "Ž". De naam van de club staat voor de Slag bij Grunwald (in het Litouws: Slag bij Zalgiris), (in het Engels: Battle of Žalgiris) (beide namen: Žalgiris en Grunwald betekenen "green grove").

## Erelijst
- Landskampioen Sovjet-Unie: 5

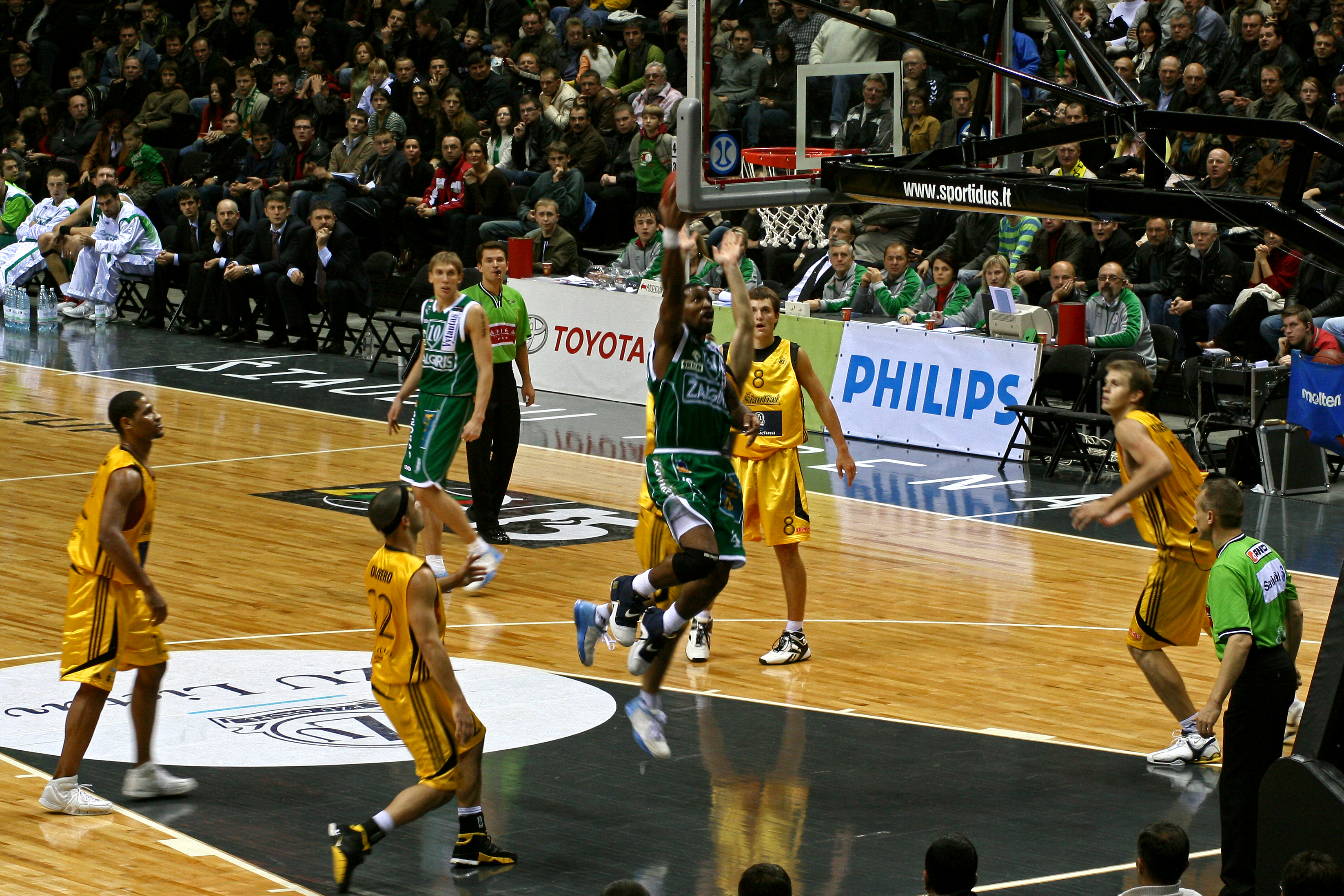
Score Žalgiris tegen Siauliai.

  - Winnaar: 1947, 1951, 1985, 1986, 1987
  - Tweede: 1949, 1952, 1980, 1983, 1984, 1988, 1989
  - Derde: 1953, 1954, 1955, 1971, 1973, 1978
- Bekerwinnaar Sovjet-Unie: 1
  - Winnaar: 1953
- Landskampioen Litouwse SSR: 10
  - Winnaar: 1946, 1950, 1952, 1953, 1954, 1955, 1958, 1991, 1992, 1993
- Landskampioen Litouwen: 25
  - Winnaar: 1994, 1995, 1996, 1997, 1998, 1999, 2001, 2003, 2004, 2005, 2007, 2008, 2011, 2012, 2013, 2014, 2015, 2016, 2017, 2018, 2019, 2020, 2021, 2023, 2025
  - Tweede: 2000, 2002, 2006, 2009, 2010, 2024
  - Derde: 2022
- Bekerwinnaar Litouwen: 6
  - Winnaar: 1990, 2007, 2008, 2011, 2012, 2015
  - Runner-up: 2009, 2010
- Karaliaus Mindaugo taurė: 8
  - Winnaar: 2017, 2018, 2020, 2021, 2022, 2023, 2024, 2025
  - Runner-up: 2016, 2019
- VTB United League:
  - Derde: 2010, 2013
- EuroLeague: 1
  - Winnaar: 1999
  - Runner-up: 1986
- Saporta Cup: 1
  - Winnaar: 1998
  - Runner-up: 1985
- Intercontinental Cup: 1
  - Winnaar: 1986
- North European Basketball League: 1
  - Winnaar: 1999
  - Runner-up: 2001
- Gomelski Cup: 1
  - Winnaar: 2008
- Haarlem Basketball Week: 1
  - Winnaar: 1989

## Bekende (oud)-spelers
| - Dainius Adomaitis - Algirdas Brazys - Stepas Butautas - Valdemaras Chomičius - Raimundas Čivilis - Gintaras Einikis - Vladas Garastas - / Isaiah Hartenstein - Sergėjus Jovaiša - Gintaras Krapikas - Vytautas Kulakauskas | - Rimas Kurtinaitis - Justinas Lagunavičius - Darius Lukminas - Modestas Paulauskas - Kazys Petkevičius - Arvydas Sabonis - Saulius Štombergas - Stanislovas Stonkus - Mindaugas Timinskas - Arūnas Visockas - Eurelijus Žukauskas | - Mindaugas Žukauskas - Paulius Valinskas - Erikas Venskus - Gert Kullamäe - Marko Popović - Reggie Freeman - Michael Bradley - Loren Woods - Tremmell Darden |

## Bekende (oud)-coaches
- Stepas Butautas
- Vladas Garastas
- Modestas Paulauskas
- Vincas Sercevičius
- Valerijus Griešnovas
- Kazys Petkevičius
- Vytautas Bimba
- Jonas Kazlauskas
- Jaak Salumets

## Vroegere tenue
| 2013-15 | 2015-16 | 2016-18 | 2019-20 | 2013-15 | 2015-16 | 2016-18 | 2019-20 |

## Retired Nummers
| Žalgiris Kaunas "retired" nummers |                       |         |                                 |                   |
| Nr                                | Speler                | Positie | Loopbaan                        | Ceremonie         |
| 5                                 | - Modestas Paulauskas | SF      | 1962–1976                       | 25 maart 2015     |
| 11                                | - Arvydas Sabonis     | C       | 1981–1989, 2001–2002, 2003–2004 | 27 september 2014 |
| 13                                | Paulius Jankūnas      | PF      | 2003–2009, 2010–2022            | 18 oktober 2022   |
| HC                                | - Vladas Garastas     | HC      | 1979–1989                       | 23 april 2017     |
| HC                                | Jonas Kazlauskas      | HC      | 1994–2000                       | 23 april 2019     |

## Wedstrijden tegen NBA teams
| Datum           | Plaats                          | Thuis                 | Uitslag  | Uit             |
| --------------- | ------------------------------- | --------------------- | -------- | --------------- |
| 15 oktober 2007 | Oracle Arena, Oakland           | Golden State Warriors | 107 - 88 | Žalgiris Kaunas |
| 17 oktober 2007 | Air Canada Centre, Toronto      | Toronto Raptors       | 105 - 99 | Žalgiris Kaunas |
| 19 oktober 2007 | Verizon Center, Washington D.C. | Washington Wizards    | 115 - 96 | Žalgiris Kaunas |